# Контр-погон

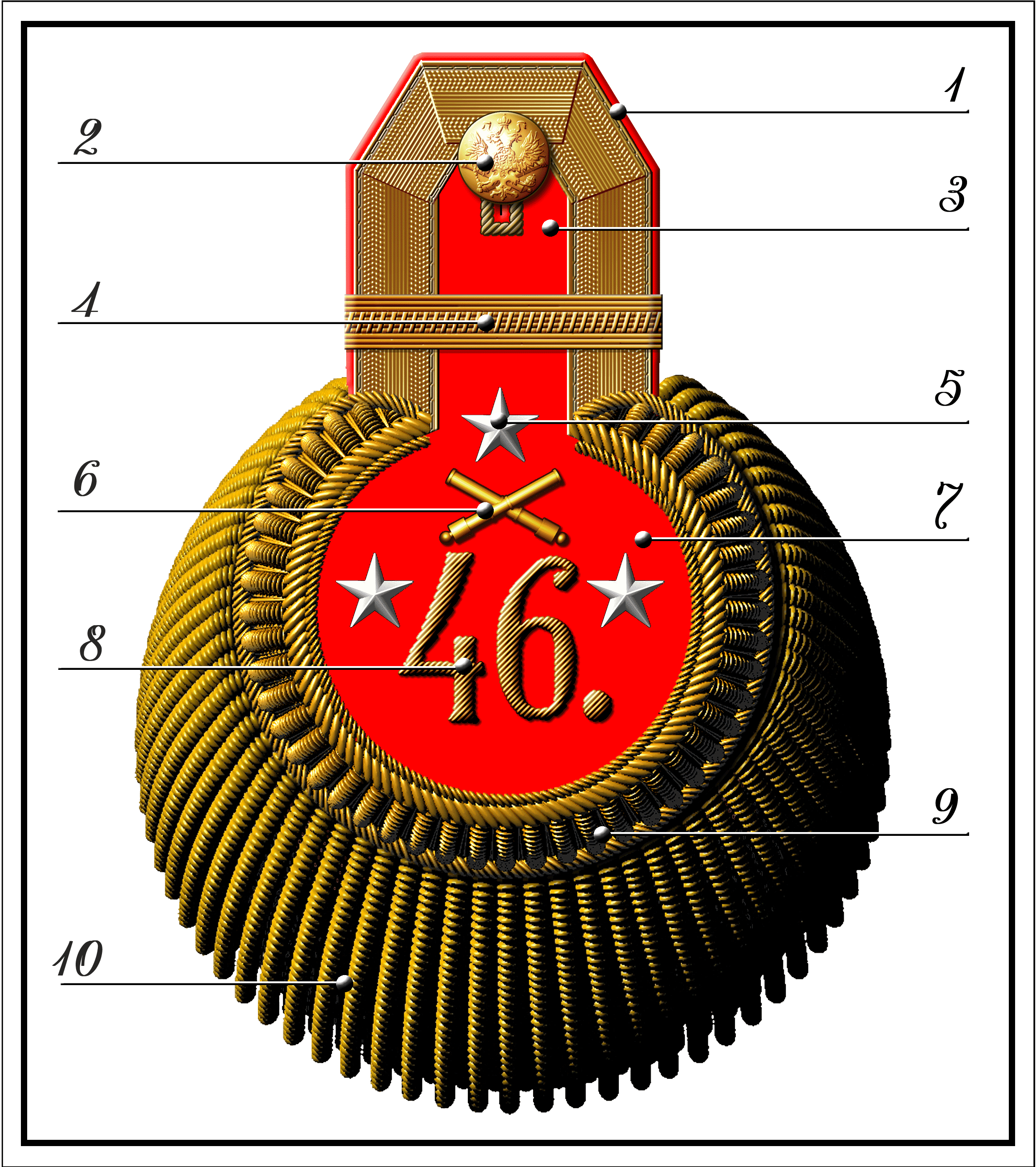
Части эполета
(на примере эполета подполковника 46-й Артиллерийской бригады):
1. подбой
2. пуговица
3. корешок
4. контр-погон
5. звёздочки
6. спецзнак
7. поле
8.
9. шейка (ободок)
10. кисти или бахрома

Ко́нтр-пого́н (дословно — «против погона») — нашивка на плечах, служащая для удержания пропускаемого в плечо эполета на форме одежды.
В словаре В. И. Даля называются Пого́нчиками. Контр-погон был установлен в Российской империи у офицеров вооружённых сил в 1807 году, при введении знаков различия. Эполет делался из золотого или серебряного с блестками шитья на красном сукне. Эполет на военной форме одежды продевался под контр-погон и пристёгивался у воротника мундира пуговицей. С 1855 года, то есть с установления погон и на мундирах, контр-погон стал делаться из галуна.
В североамериканской армии в XIX веке были распространены погончики (называемые также «контр-погоны»). Были расположены перпендикулярно по отношению к линии плеча военнослужащего, или обычному размещению погона. В настоящее время погончики встречаются в Малийских вооружённых силах.
В СССР контр-погоны были введены в 1947 году для студентов горных факультетов вузов. Существовали в ЛГИ, МГИ и других.